# 朱季堞
崇陽莊僖王朱季堞（1408年—1454年），明朝楚藩第二代崇陽王，崇陽靖簡王朱孟煒的嫡長子。

## 生平
景泰二年（1451年），朱季堞襲封崇陽王。
景泰五年（1454年），朱季堞去世，享年四十七歲，諡號莊僖。庶長子朱均鐓在一年後襲爵。

## 家庭

### 妻
- 成氏，景泰二年（1451年）冊為崇陽王妃[1]

### 子
- 庶長子：鎮國將軍→崇陽端懿王朱均鐓[3]
- 第二子：鎮國將軍朱均錿[4]
  - 子：輔國將軍朱榮洺[5]
    - 嫡長子：奉國將軍朱顯㮿，弘治元年（1488年）八月賜名[6]
    - 庶三子：奉國將軍朱顯桍，弘治十七年（1504年）七月賜名[7]，後被崇陽王朱顯休毆打致死[8]
      - 第一子：鎮國中尉朱英𤇜[8]
      - 第二子：鎮國中尉朱英燸[9]
      - 子：鎮國中尉朱英𤐌[10]
      - 子：鎮國中尉朱英⿱粦火[10]
      - 子：鎮國中尉朱英㷢[10]
- 第三子：鎮國將軍朱均錎[11]

### 女
- 庸城縣主，儀賓彭觀[12]